# ラヴィ変換
数学におけるラヴィ変換（ラヴィへんかん、ラビへんかん、英: Ravi transformation, Ravi substitution）は、国際数学オリンピックなどの問題を解く際に使われる変数の変換方法の一つである。
3つの実数変数a, b, cを次のように、全単射的に変数x, y, zに変換することをラヴィ変換という。
{\displaystyle {\begin{cases}a=y+z\\b=z+x\\c=x+y\end{cases}}}
x, y, zはa, b, cを用いて次の式で表される。
{\displaystyle {\begin{cases}x={\frac {b+c-a}{2}}=p-a\\y={\frac {c+a-b}{2}}=p-b\\x={\frac {a+b-c}{2}}=p-c\end{cases}}}
ただし、pは半周長a + b + c/2 。
名称はラヴィ・ヴァキルに因むが、1971年には既にM・S・クラムキンが Duality in triangle inequalities において研究していた。

## 幾何学的な解釈
{\displaystyle {\begin{cases}a<b+c\\b<c+a\\c<a+b\end{cases}}}

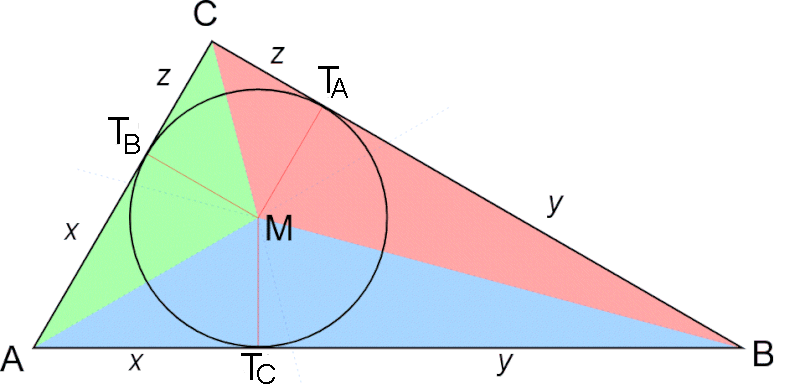

つまりx, y, zがすべて正ならば、3辺の長さをa, b, cとする退化していない三角形が存在する。
さらにx, y, zは、その三角形の頂点の内接円における接線長に対応する。

## ラヴィ変換により導かれる関係式の例
- ヘロンの公式 S = √p(p − a)(p − b)(p − c) =√xyz(x + y + z)。

- 内接円の半径の公式 {\displaystyle r={\frac {S}{p}}={\sqrt {\frac {xyz}{x+y+z}}}}。
- A傍接円の半径の公式 {\displaystyle r_{A}={\frac {S}{p-a}}={\sqrt {{\frac {yz}{x}}(x+y+z)}}}。

- 外接円の半径の公式 {\displaystyle R={\frac {abc}{4S}}={\frac {(x+y)(y+z)(z+x)}{4{\sqrt {xyz(x+y+z)}}}}}[3]。

## 応用例
- 三角形の3辺の長さとなるような、変数a, b, cにおいて、

{\displaystyle {\frac {a}{b+c-a}}+{\frac {b}{c+a-b}}+{\frac {c}{a+b-c}}\geq 3}
が成り立つことを示す。
ラヴィ変換によって、不等式は次のように変形できる。
{\displaystyle {\frac {y+z}{x}}+{\frac {z+x}{y}}+{\frac {x+y}{z}}={\frac {x}{y}}+{\frac {y}{x}}+{\frac {y}{z}}+{\frac {z}{x}}+{\frac {z}{x}}+{\frac {x}{z}}\geq 6}
相加相乗平均の関係式X + 1/X ≧ 2 を用いることにより、不等式が成立することが分かる。
- ラヴィ変換を逆に用いる、つまり正の数x, y, zをa, b, cに変換する方法も効果的である。例えば、ネスビットの不等式は次のように証明できる。

{\displaystyle {\frac {x}{y+z}}+{\frac {y}{z+x}}+{\frac {z}{x+y}}\geq {\frac {3}{2}}}.
ラヴィ変換と逆の変換をして、
{\displaystyle {\frac {b+c}{a}}+{\frac {c+a}{b}}+{\frac {a+b}{c}}={\frac {b}{a}}+{\frac {a}{b}}+{\frac {c}{b}}+{\frac {b}{c}}+{\frac {a}{c}}+{\frac {c}{a}}\geq 6.}
この式は、相加相乗平均の不等式から成立が確認できる。
- オイラーの不等式をラヴィ変換で証明する。

{\displaystyle {\begin{aligned}R\geq 2r&\iff {\frac {abc}{4S}}\geq {\frac {2S}{p}}\\&\iff pabc\geq 8S^{2}\\&\iff (x+y)(y+z)(z+x)\geq 8xyz\\&\iff {\frac {y+z}{x}}+{\frac {z+x}{y}}+{\frac {x+y}{z}}\geq 6\end{aligned}}}

## 変数が4つある場合

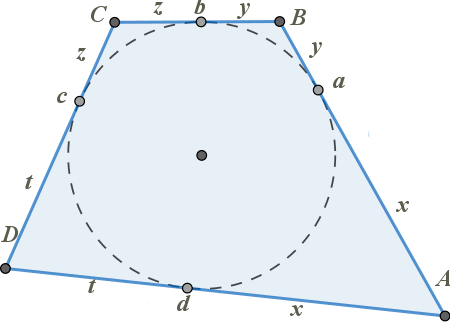
円に外接する四角形。a + c = b + dを満たす。

4つのパラメータa, b, c, dがある場合は、ラヴィ変換と同様に、次のような変換を施すことも有用である。
{\displaystyle {\begin{cases}a=x+y\\b=y+z\\c=z+t\\d=t+x\end{cases}}}
ただし、この変換はa + c = b + d = x + y + z + tが成立する場合に全単射になる。これは、円に外接する四角形とピトーの定理から説明できる。
全単射となるように変換したい場合、次のようにすることもある。
{\displaystyle {\begin{cases}a={\hphantom {x+}}\;y+z+t\\b=x{\hphantom {+y}}\;+z+t\\c=x+y{\hphantom {+z}}\;+t\\d=x+y+z\end{cases}}}
から、
{\displaystyle {\begin{cases}x=p-a\\y=p-b\\z=p-c\\t=p-d\end{cases}}}
ただし、p = a + b + c + d/3。